# Emanuel Šimek
Emanuel Šimek (3. dubna 1883, Vatětice – 16. června 1963, Miřenice) byl český archeolog.

## Životopis
Šimek vystudoval v letech 1906-1910 na české univerzitě v Praze historii, prehistorii a geografii (předtím se vzdal důstojnické hodnosti v rakouském námořnictvu). Po nedlouhém období úřednické kariéry a středoškolského působení se v roce 1920 habilitoval na Karlově universitě prací Čechy a Morava za doby římské a roku 1931 byl instalován jako vedoucí katedry na nově vzniklou katedru prehistorie Filosofické fakulty brněnské university, kde na vybudoval v krátké době sice nevelký, ale funkční ústav. Ve vědecké práci pokračoval v kritických studiích – viz níže.
Ne všechny historické konstrukce, k nimž prof. Šimek dospěl erudovanou analýzou historických zpráv v konfrontaci s archeologickými nálezy, se novými výzkumy potvrdily (názory o kontinuálním osídlení Moravy od doby laténské do doby římské či o původu moravských Valachů až od keltského kmene Volků-Tektoságů jsou již dlouho překonány), Šimek byl ostatně více historickým geografem nežli archeologem. Zanechal však po sobě velké dílo a množství inspirujících myšlenek. Mladým generacím vědců může být vzorem zejména pracovitostí, věčnou touhou po poznání a bezmeznou oddaností vědě.